# Testamentul francez
Testamentul francez (franceză: Le Testament français; engleză: Dreams of my Russian summers) este un roman francez de Andrei Makine, publicat inițial în 1995. A câștigat două prestigioase premii franceze, Prix Goncourt și Prix Médicis. Romanul este scris la persoana întâi și relatează povestea fictivă a amintirilor și experiențelor unui băiat cu bunica sa franceză în Uniunea Sovietică din perioada anilor 1960-1970.

## Rezumat
Cartea începe cu naratorul răsfoind fotografii vechi ale rudelor sale în casa bunicii din Saranza, un oraș rusesc fictiv aflat la granița stepei. Bunica, Charlotte Lemonnier, intră și începe să le vorbească băiatului și surorii lui despre fotografii și amintirile ei. Romanul este caracterizat de astfel de povești: amintirile lui Charlotte și ale naratorului, împletindu-se astfel încât textul curge prin viața lor ca într-un vis. Diferența dintre trecutul francez al lui Charlotte și prezentul sovietic provoacă conflicte în identitatea de sine a băiatului, deoarece romanul explorează ambele părți ale moștenirii sale.
Charlotte începe romanul transportându-și nepoții în „Atlantida” franceză din timpul inundațiilor din Parisul anului 1910. Așa se naște dorința naratorului de a afla totul despre acest misterios trecut francez. Printre povești, el descrie orașul Saranza. Este un oraș liniștit aflat la marginea stepei rusești, plin cu izbe vechi, căsuțe tradiționale rusești făcute din bușteni. Orașul apare ca un amestec ciudat între aceste relicve din trecut și stilul noului regim, care renunță la orice design în exces sau fără rost, reprezentând tema ciocnirii dintre trecut și prezent.
La sosirea toamnei, băiatul narator și sora lui se întorc în orașul lor natal, un oraș industrial fără nume, în stil stalinist, pe malul fluviului Volga. El se readaptează rapid la ritmul vieții rusești cu școala și exercițiile paramilitare. Însă începe să fie derutat de imaginile conflictuale ce i-au fost prezentate: imaginea franceză romanțioasă a țarului Nicolae al II-lea descris de bunica sa versus „Nicolae cel Sângeros” cum i-a fost predat la școala sovietică.
Narațiunea dezvăluie mai multe despre viața timpurie a lui Charlotte. După moartea tatălui ei Norbert, mama ei văduvă Albertine devine depresivă, călătorind des la Paris doar pentru a insista să se întoarcă în Rusia cât mai repede. Mormântul soțului ei e cel ce o aduce înapoi de fiecare dată în orașul siberian Boyarsk. Tânăra Charlotte, în vârstă de aproximativ nouă ani, începe să dea lecții de franceză fiicei guvernatorului din Boyarsk. Devine îngrijitoarea mamei ei, care se dovedește a fi dependentă de morfină. După mai multe recidive, Albertine o duce pe Charlotte înapoi în Franța. Dar în iulie 1914, când Charlotte avea unsprezece ani, Albertine se întoarce temporar în Siberia, pentru a pune capăt vieții ei siberiene. Nu se va mai întoarce niciodată în Franța. Apoi izbucnește războiul și singurul care avea grijă de Charlotte, unchiul ei Vincent, este ucis în luptă.
Timpul zboară până în 1921, când Charlotte, acum tânără, este aleasă să plece în Rusia ca asistentă la Crucea Roșie, deoarece vorbește atât franceza, cât și rusa. Anii trec, prezentând numai greutățile din timpul războiului și imaginile nenumăraților soldați mutilați îngrijiți de Charlotte. Charlotte decide să se întoarcă în orașul copilăriei ei, Boyarsk, pentru a vedea ce s-a ales de izba unde ea și mama ei au trăit cândva. Acolo dă peste o bătrână încărunțită și descoperă că este chiar mama ei. Când Charlotte încearcă să o ia cu ea și să părăsească Rusia, autoritățile din Boyarsk îi opresc hârtiile și refuză să i le returneze. Mama și fiica abia supraviețuiesc iernii. În mai, temându-se de foame, Albertine și Charlotte fug din oraș și încep să lucreze la o fermă din Siberia. Albertine moare doi ani mai târziu. La scurt timp după aceea, Charlotte se căsătorește cu un bărbat rus pe nume Fiodor și se stabilesc în orașul uzbec Bukhara.
Înapoi în prezent, copiii ascultă și mai multe din poveștile fanteziste ale lui Charlotte despre Franța din „valiza ei siberiană” plină cu tăieturi din ziare. Ea le vorbește despre regalitate, despre președintele Félix Faure care a murit în brațele amantei sale, despre restaurante, revoluții etc. Întors în casa lui, naratorul își aude părinții și alte rude vorbind despre Charlotte. Pentru că acum are paisprezece ani, îi permit să asiste la discuțiile lor despre arestarea lui Fiodor.
Fiodor era costumat în Moș Crăciun pentru a-și distra copiii în noaptea de Revelion, când a fost arestat. Deși motivul este neclar, se presupune că a fost parțial din cauza „crimei” lui Charlotte de a fi franceză. Astfel, Fiodor a fost suspectat de spionaj pentru francezi. În cele din urmă, este eliberat și forțat să se mute într-un mic oraș din Polonia anexată. O săptămână mai târziu, merge la Moscova, chipurile temporar, pentru a fi reintegrat în Partid, însă Charlotte nu-l revede decât patru ani mai târziu, după război.
La scurt timp după dispariția lui Fiodor, germanii bombardează orașul în care sunt cazați Charlotte și copiii ei. Reușind să fugă cu ultimul tren din oraș, Charlotte își dă seama că a luat cu ea „valiza siberiană” mai degrabă decât valiza cu haine calde și mâncare pe care le împachetase în acea dimineață. Din întâmplare, această valiză devine ultima legătură fizică dintre Charlotte și viața ei din Franța.
Ea și copiii se stabilesc într-un oraș la 100 km de linia frontului. Lucrează din nou ca asistentă, îngrijind soldații răniți paisprezece ore pe zi. Înconjurată mereu de soldații pe moarte, Charlotte primește o scrisoare prin care este informată despre moartea lui Fiodor pe front. Nu după mult, primește o a doua înștiințare, care, în mod ironic, îi dă speranța că soțul ei de fapt ar fi în viață. Într-adevăr, după înfrângerea Japoniei din septembrie 1945, Fiodor se întoarce acasă, însă moare  după mai puțin de un an din cauza rănilor.
Din nou în prezent, tânărul narator caută acerb în orașul său orice informație despre Franța. Obsesia pentru Franța și pentru trecut îl înstrăinează de colegii de clasă, transformându-l într-un singuratic. Persiflat și tachinat de colegii săi, se apropie de un alt singuratic poreclit Pashka.
Vara următoare, naratorul se întoarce singur la Saranza, pentru că sora lui se afla la Moscova la studii. Al cincisprezecelea an al său marchează deteriorarea relației cu Charlotte. Nu mai este acel băiețel nevinovat care simțea „magia” poveștilor ei. Dimpotrivă, trecutul descris de ea îl înfurie și devine derutat de amestecul dintre acest trecut și Rusia aspră în care trăiește. La sfârșitul lunii august, cu doar câteva zile înainte de a pleca din Saranza, legătura lui cu Charlotte redevine puternică. Dintr-odată își dă seama de frumusețea acestui trecut francez și el și Charlotte se simt din nou apropiați.
Înapoi în orașul natal, mama naratorului merge la spital pentru niște analize. Adolescentul se bucură de libertatea pe care o are în absența mamei sale, dar moartea ei subită îl va lua prin surprindere. În februarie, doar câteva luni mai târziu, moare și tatăl său Nikolai, din cauza unui infarct. Nu moartea părinților, ci sosirea mătușii lui îi schimbă viziunea asupra vieții. Mătușa lui este o femeie dură, practică, fără nimic visător, care îl învață să iubească Rusia. Prin ea, el descoperă asprimea, violența și întunericul Rusiei, și totuși o mai iubește încă, se simte atras în mod inexplicabil de Rusia lui. După cum spune la pagina 144, „Cu cât Rusia pe care o descopeream se dovedea a fi tot mai neagră, cu atât atașamentul meu devenea tot mai violent”. Pe măsură ce se apropie de moștenirea sa rusă, îi respinge pe francezi.
De îndată ce își îmbrățișează identitatea rusă, va fi acceptat și de colegii care nu demult îl disprețuiau. „Franța” lui se transformă acum într-un cadou, întrucât își distrează colegii cu anecdote despre Franța. Însă acest lucru îl îndepărtează de Pashka. În lumea crudă a adolescenților, acum și el îl disprețuiește, doar pentru a se face acceptat de ceilalți.
Pe Muntele Bucuriei, ascunzătoarea din munți unde toți adolescenții merg să danseze și să flirteze, naratorul trăiește prima sa experiență de „iubire fizică”. Este o întâlnire foarte stânjenitoare, iar el se simte și mai umilit atunci când colegii își bat joc de el pentru că nu știe „cum să facă dragoste”. Naratorului i se pare că „implantul său francez” l-a făcut un paria, chiar și printre femei. Fără niciun avertisment, ia un tren spre Saranza pentru a pune capăt acestei neplăceri franceze.
În ciuda furiei băiatului sosit pe neașteptate în Saranza, Charlotte rămâne calmă și netulburată și începe să-i vorbească despre lucrurile pe care le-a văzut în timpul războiului. Într-o plimbare în afara orașului, ea i se adresează naratorului cu numele „Aliosha” și îi spune că, deși a petrecut atâția ani în Rusia, tot nu poate înțelege țara ei adoptivă; asprimea ei îi pare încă străină. Și totuși, simte că o înțelege mai mult decât rușii, pentru că a văzut singurătatea acestei țări și a oamenilor ei. În timp ce naratorul se întoarce la Saranza împreună cu bunica lui, el simte că în sfârșit Rusia și Franța au făcut pace în sufletul lui, unite prin  cuvintele lui Charlotte.
Charlotte și nepotul ei își petrec liniștiți ultima vară împreună. În fiecare zi, cei doi coboară pe malurile râului Sumra și citesc la umbră, vorbesc în franceză, povestesc despre tot și toate. La un moment dat Charlotte îi spune cum a fost violată în tinerețe. Era în deșert când un tânăr uzbec a siluit-o. După viol, a încercat să o împuște în cap, însă doar i-a  zgâriat tâmpla. Lăsată să moară în deșert, a supraviețuit numai datorită unei saiga, o antilopă de deșert, care a încălzit-o cu căldura corpului și a condus-o către un lac, unde drumeți necunoscuți au găsit-o a doua zi. În urma acestui viol se născuse unchiul naratorului, Serghei, dar Charlotte mai spune că ea și Fiodor l-au iubit și l-au acceptat ca pe primul lor născut.
Zece ani mai târziu, naratorul, acum în vârstă de douăzeci și cinci de ani, o vizitează din nou pe Charlotte. Intenționează să plece în străinătate pentru două săptămâni și se înțelege că toată această călătorie a lui are drept scop evadarea în Europa. Îi cere în glumă lui  Charlotte să îl însoțească în Franța. Deși Franța înseamnă toată lumea ei, îl refuză calm. Din tristețea din vocea ei, naratorul înțelege „ce a însemnat Franța pentru ea” (pag. 204).
Au trecut acum douăzeci de ani de la ultima vară petrecută în Saranza, iar naratorul are în jur de treizeci și cinci de ani. Pe măsură ce Uniunea Sovietică se prăbușește, cariera sa de radiodifuzor rus la Radio Europa Liberă se încheie și începe să rătăcească fără țintă prin Europa. De îndată ce se obișnuiește cu atmosfera unui loc, cu priveliștile, mirosurile și sunetele acestuia, se simte obligat să-l părăsească. Începe să aibă gânduri pasagere de sinucidere, ca o cale de a evada din rutină.
Tulburat și dezorientat, el se stabilește într-un mic apartament din Paris. Într-o zi, face febră și delirează, ajungând să-și găsească adăpost într-un cimitir, în mormântul unei familii. După ce hoinărește de nebun prin Paris, se prăbușește lângă râu și vede o placă inscripționată cu cuvintele „Nivel inundații - ianuarie 1910”. Această placă îi readuce un val de amintiri despre Franța și despre verile lui rusești, dar, cel mai important, îi amintește de Charlotte. Se simte copleșit de dorința de a scrie despre ea și începe o carte intitulată Charlotte Lemonnier: Note biografice. De asemenea, începe să viseze că într-o zi o va aduce pe Charlotte înapoi în Franța.
Trei ani mai târziu, deja a publicat mai multe cărți. Primele lucrări au rămas nevândute pentru că le-a scris în franceză, ceea ce i-a determinat pe critici să le respingă, văzând în ele tentativa unui imigrant rus de a le folosi limba. Cu toate acestea, odată ce a susținut că le-a scris în rusă și le-a tradus în franceză, criticii i-au primit cu drag romanele. Astfel, naratorul a ieșit din sărăcie și acum vrea să o găsească pe Charlotte și să o aducă înapoi în Franța. Alex Bond, un om de afaceri rus pe care l-a trimis la Saranza, se întoarce și îi spune că bunica lui se află în viață și e sănătoasă. Singurul lucru care îl împiedică să meargă la ea în Rusia este lipsa unui pașaport francez.
Imediat ce depune cererea pentru pașaport, se gândește că, pentru a o primi pe Charlotte în Franța, trebuie să-și decoreze apartamentul cu antichități, pentru a o face să se simtă ca acasă. Se mută într-un apartament mai mare, cu o priveliște încântătoare și cumpără cărți care să-i amintească de Parisul din trecut. În scurt timp își cheltuie toți banii, dar e extrem de entuziasmat de sosirea ei.
Pe măsură ce pregătirile sunt încheiate, așteaptă tot mai nerăbdător pașaportul pentru a porni spre Saranza. Dar Prefectura de Poliție îi trimite o scrisoare de respingere. Depune o contestație și situația se prelungește până în luna august. Deja a trecut un an de la călătoria lui Alex Bond la Saranza. Un bărbat pe nume Val Grig vine la Paris pentru a-i livra un pachet naratorului. El îl informează că Charlotte Lemonnier a murit pe 9 septembrie anul trecut. Bunica lui murise deci la doar câteva săptămâni după ce Alex Bond o vizitase, ceea ce însemna că tot ce făcuse naratorul, tot ce cumpărase pentru ea, totul fusese în zadar.
Naratorul înțelege cu tristețe că nu respingerea pașaportului i-a împiedicat reunirea cu Charlotte, ci timpul.Se apucă să citească scrisoarea pe care i-a trimis-o bunica lui. Este povestea unei femei din perioada stalinistă care a fost acuzată de propagandă anticomunistă și dusă într-un lagăr de femei. În tabără, femeia este violată și dă naștere unui băiat. Când copilul era foarte mic, femeia a fost zdrobită de un tractor și a murit într-un spital unde lui Charlotte i s-a acordat permisiunea de a o vedea. Tot mai confuz, naratorul citește ultima propoziție. Charlotte a scris că această femeie era mama lui, Maria Stepanovna Dolina. Această femeie, mama biologică a naratorului, a vrut să-i păstreze secretul cât mai mult timp.
Peste două zile, naratorul își abandonează apartamentul și toate lucrurile pe care le cumpărase pentru Charlotte. Plimbându-se pe străzile prăfuite din Paris, se gândește la o altă amintire pe care să o adauge la însemnările sale. Este a lui și a lui Charlotte rătăcind printr-o pădure plină de arme ruginite. În mijlocul unei poieni au văzut o viță de vie, care a bucurat-o nespus pe Charlotte: era o amintire din Franța ei.
Romanul se încheie cu naratorul privind fotografia mamei sale adevărate pe care i-a dat-o Charlotte și încercând să se obișnuiască cu ideea că ea este mama lui. În timp ce își caută cuvintele pentru a-i spune povestea, gândurile îi zboară spre Charlotte impregnată pe străzile Parisului.

## Personaje
Charlotte Lemonnier, în limba rusă numită Sharlota Norbertovna, este eroina poveștii, născută în Franța la începutul anilor 1900 în satul Neuilly-sur-Seine. Este o franțuzoaică liniștită și visătoare care locuiește în orașul Saranza de lângă stepa rusă, ea le povestește nepoților, un băiat și o fată, despre viața ei franceză și rusă prin amintiri și tăieturi din ziare.
Naratorul este tânărul băiat din poveste care crește în anii 1960-1970. În toată cartea numele său nu este menționat decât o singură dată, când bunica lui îl numește Alioșa. Colegii lui ruși l-au poreclit „Frantsuz” (francez, în limba rusă). Își admiră bunica mai presus de oricine și orice și este derutat de duplicitatea moștenirii sale franceză și rusă. Acest conflict reprezintă tema principală a romanului.
Sora Naratorului este un alt personaj fără nume, ca și fratele ei. Și ea este nepoata lui Charlotte. Deși la începutul romanului apare alături de fratele ei în vizită la Charlotte, mai târziu pleacă să studieze la Moscova și nu mai este menționată.
Pashka este un coleg al naratorului, la fel de singuratic și el. Este respins de colegii săi și nu vrea să aibă de-a face cu ei. Evită societatea și conformismul pentru că este mai interesat de natură și de lumea exterioară. Deși el și naratorul nu devin niciodată „prieteni” în mod oficial, singurătatea lor reciprocă îi aduce mai aproape.
Norbert este tatăl lui Charlotte. Aflăm puține despre el, în afară de faptul că a fost medic și a murit la vârsta de 48 de ani, lăsându-le pe Charlotte și pe mama ei într-o situație financiară precară.
Albertine este mama lui Charlotte și soția lui Norbert, cu 26 de ani mai tânără decât el. După moartea lui Norbert, ea și Charlotte au călătorit de mai multe ori din Siberia în Franța. În cele din urmă, s-au stabilit în Siberia. Aici Albertine s-a luptat cu o depresie severă și cu dependența de morfină. După ce se întorc pentru ultima oară în Franța, Albertine o lasă pe Charlotte cu fratele ei, Vincent, iar ea se întoarce în Siberia, de unde nu va mai reveni niciodată. Moare la 2 ani după revederea cu Charlotte, acum în vârstă de 20 de ani.
Vincent este unchiul lui Charlotte și reporter pentru ziarul francez Excelsior. A făcut fotografii cu inundația din 1910 și tot el a inspirat-o pe Charlotte să realizeze colaje cu decupaje din ziare. Moare în Primul Război Mondial.
Fiodor este soțul rus al lui Charlotte, cu care se căsătorește la nici un an de la moartea Albertinei. Nu se știe cum s-au cunoscut cei doi. Este judecător. În ajunul Anului Nou, la începutul celui de-al Doilea Război Mondial, este arestat. Mai târziu este trimis să lupte în război și deși este declarat mort de două ori, se întoarce la Charlotte, dar după mai puțin de un an moare din cauza rănilor din război.
Serghei este fiul lui Charlotte, născut în urma violării ei de către un bărbat uzbec necunoscut. Chiar dacă nu este fiul lui adevărat, Fiodor îl acceptă și îl iubește la fel de mult ca Charlotte.
Mama este mama fără nume a naratorului și fiica lui Charlotte. Când fiul ei are în jur de 14 -15 ani, aceasta moare brusc de o boală pe care a ascuns-o familiei.
Nikolai este tatăl naratorului și soțul mamei fără nume. Se vorbește puțin despre el, cu excepția faptului că moare de un infarct la numai câteva luni după moartea soției sale.
Mătușa este mătușa fără nume a naratorului, care se mută cu acesta și cu sora lui pentru a-i îngriji după moartea părinților lor. Este o femeie puternică, pragmatică și dornică să-i arate băiatului „adevărata” Rusie - amară, violentă și mândră.
Alex Bond este un om de afaceri rus angajat de narator (pe când acestea avea treizeci de ani) pentru a afla dacă Charlotte mai este în viață.

## Apreciere critică
Emer Duff de la The Dublin Quarterly International Literary Review a spus că romanul „se citește ca o autobiografie și s-ar crede că multe dintre personajele frumos creionate sunt, probabil, oameni reali din viața lui Makine”.
Dovada faptului că autorul folosește în carte scene din propria viață este modul în care atât el, cât și naratorul își publică romanele. După cum spunea Victor Brombert în New York Times, „Așadar este o ironie faptul că, pentru a-și putea publica primele cărți în Paris, a trebuit să pretindă că ar fi traduceri din manuscrise rusești. Editorilor francezi pur și simplu nu le venea să creadă că un emigrant recent sosit ar putea scrie atât de bine în limba lor.” Nu e o coincidență că același lucru i s-a întâmplat și naratorului poveștii.